# Roscoe C. Patterson
Roscoe C. Patterson (Springfield, 1876. szeptember 15. – Springfield, 1954. október 22.) az Amerikai Egyesült Államok szenátora (Missouri, 1929–1935).